# 糸井の大カツラ

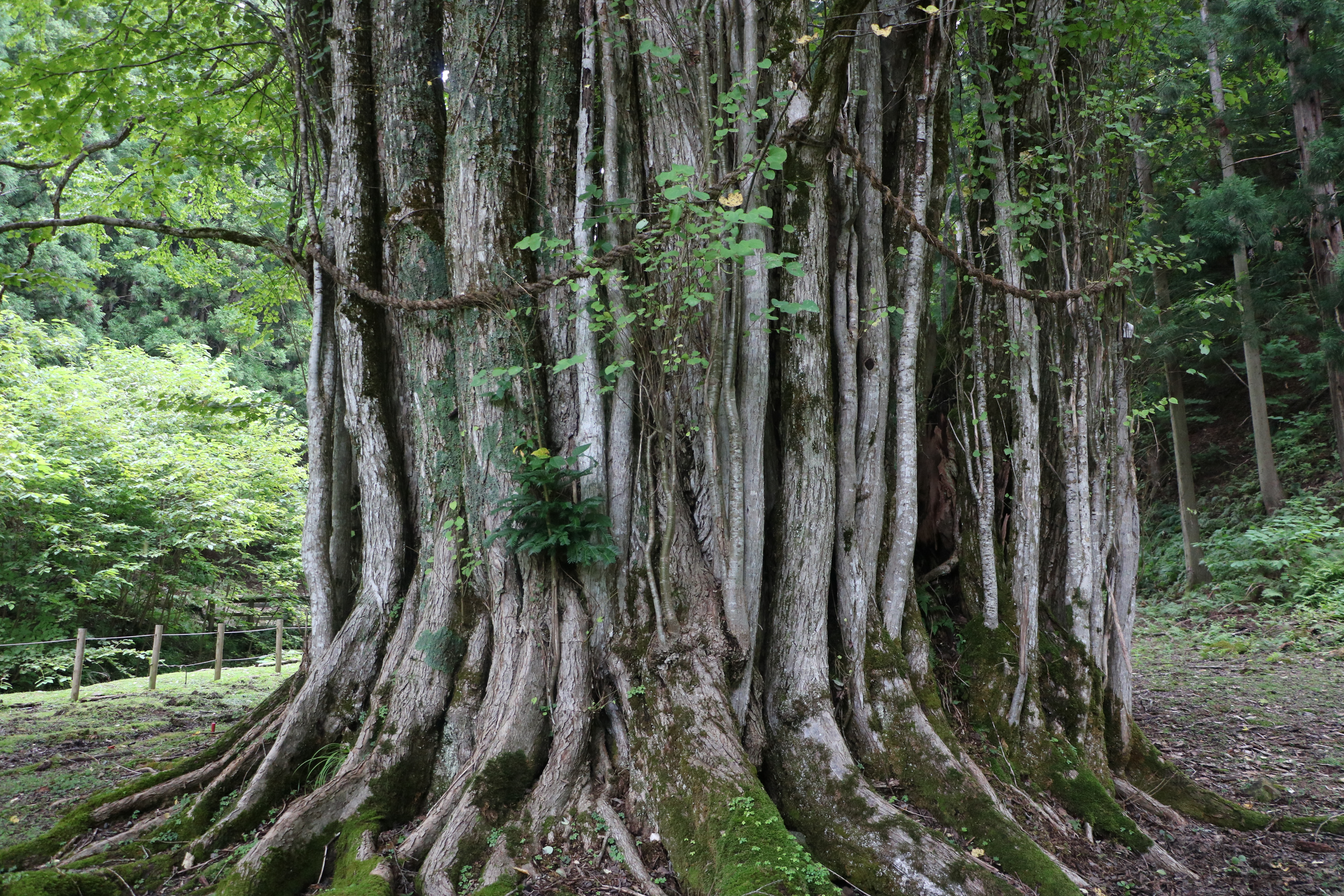
糸井の大カツラ。2018年9月7日撮影。

糸井の大カツラ（いといのおおカツラ）は、兵庫県朝来市和田山町竹ノ内にある国の天然記念物に指定されたカツラの巨木である。指定名称は当地の旧村名糸井村から名づけられている。
カツラは雌雄異株であり、糸井の大カツラは雄株である。樹齢は1,000年以上と推定されている。

## 解説

### 由来

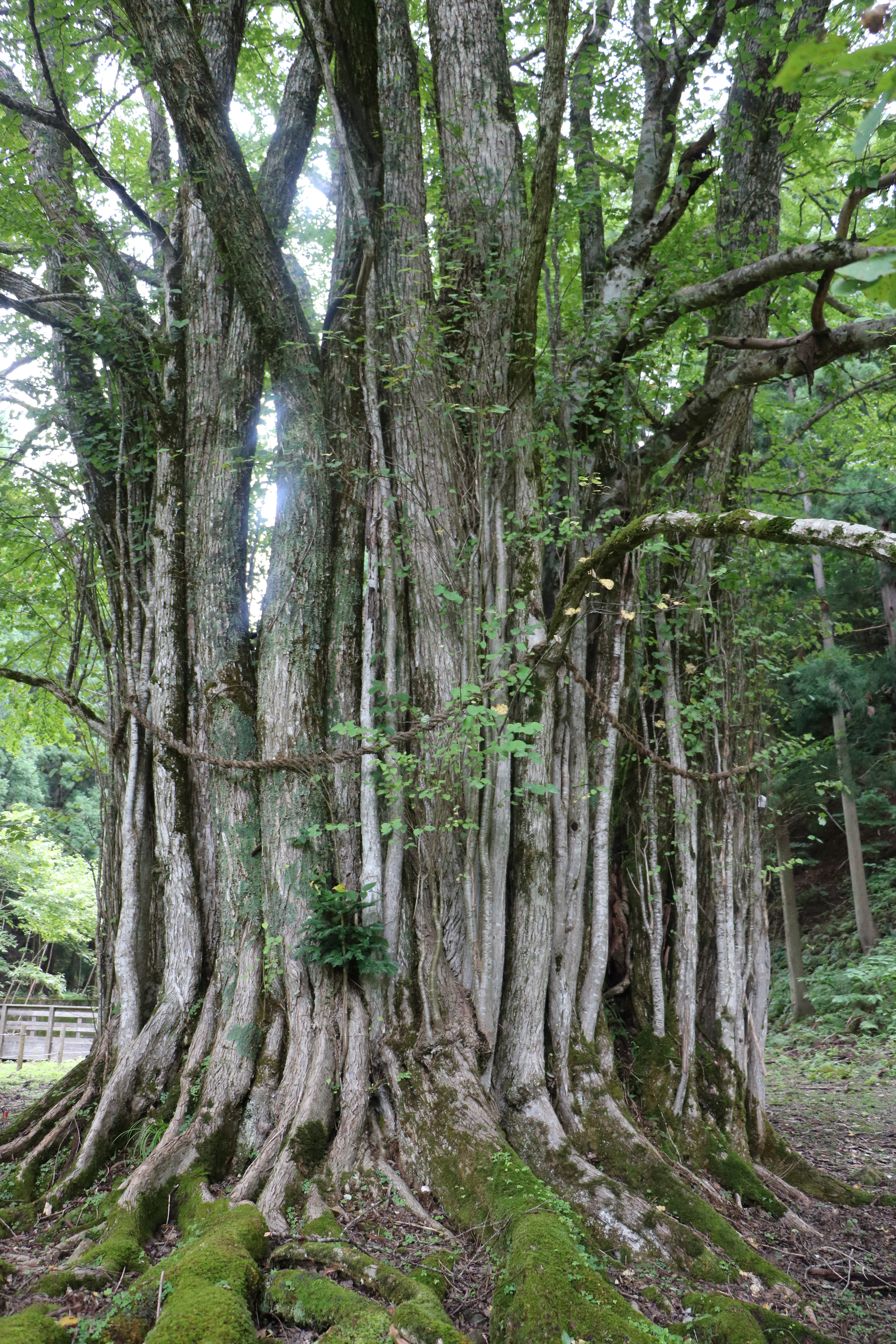
伸びたひこばえ。2018年9月7日撮影。

糸井の大カツラは兵庫県北部を流れる円山川の支流、糸井川最上流部の標高約400メートル付近に生育している。この場所は関西百名山およびふるさと兵庫50山のひとつである東床尾山南東麓に位置しており、付近一帯は出石糸井県立自然公園のほぼ中央の奥深い山中であり、すぐ東側には京都府との県境がある。
糸井の大カツラは一見すると多数のカツラの木がまとまって生えた林のように見えるが、これは朽ち果てた主幹の株の根本からのひこばえが成長したものである。朽ち果てた主幹は6畳敷きほどの空洞になっており、その周囲を囲むように大小数十本のひこばえが林立している。
ひこばえとは言え、直径10 cmから太いものでは50 cmほどもあり、幹周りが2メートルになるものもある。林立したひこばえは約80本、枝張り東西30メートル南北31メートル、高さは36メートルに達する。朽ち果てた主幹地上6メートル付近にリョウブとオオウラジロノキの2本が食い込み、キヅタ、イワカガミ、ツタウルシなどが巻きつき、コタニワタリが着生している。
言い伝えによれば、その昔この地域に日照りが続き困った村人が雨乞いのために招いた高僧が、この木に法衣を掛けて祈願をして干害を救ったと伝えられており、地元の人々はこの木を「衣木（ころもぎ）」、または「大木さん」と呼び注連縄を張り、水の神様として崇めている。
奥深い山中にあるこの巨木が広く知られるようになったのは、地元の岩田豊の努力によるもので、1951年（昭和26年）6月9日に国の天然記念物に指定された。

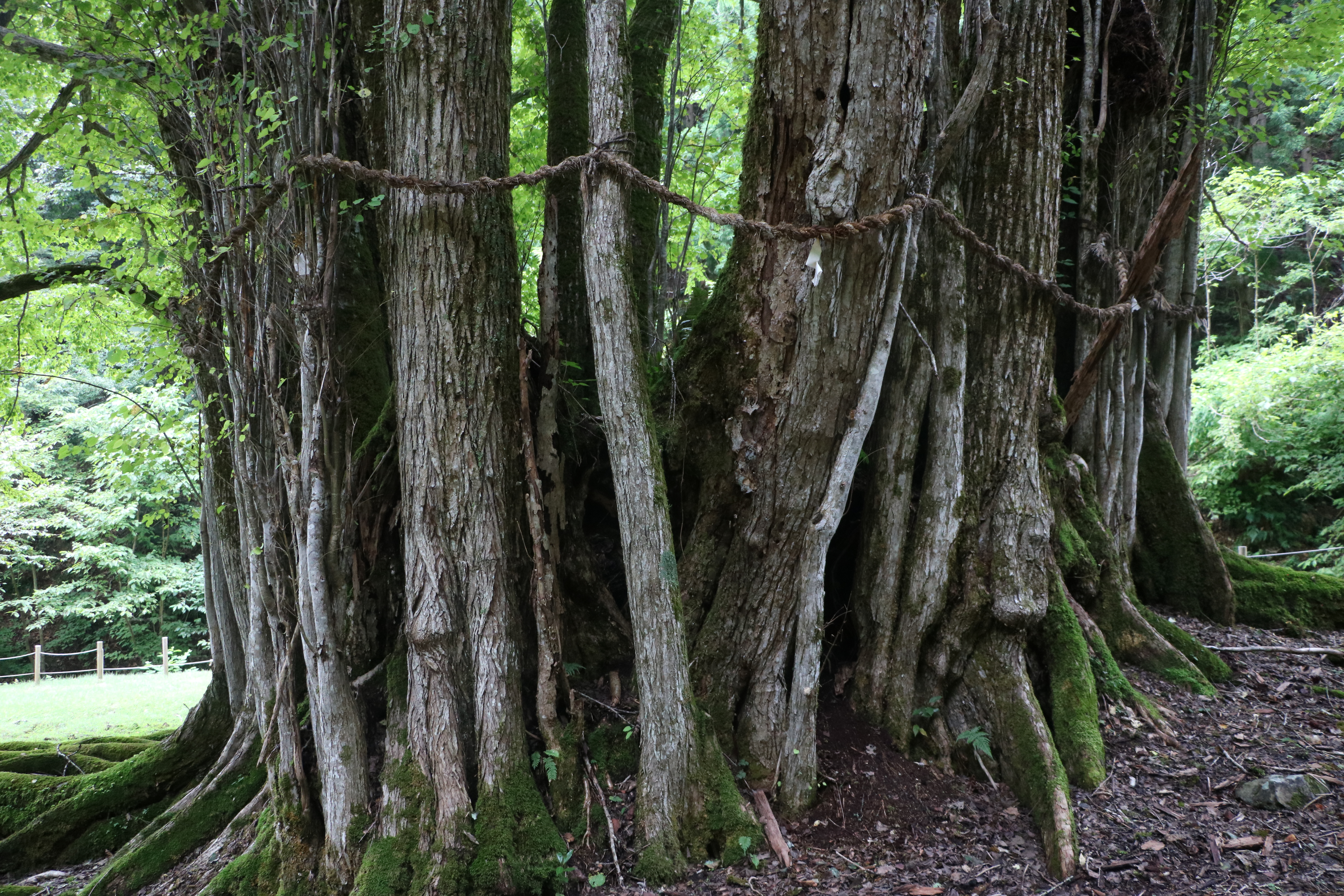
注連縄が廻らされている。
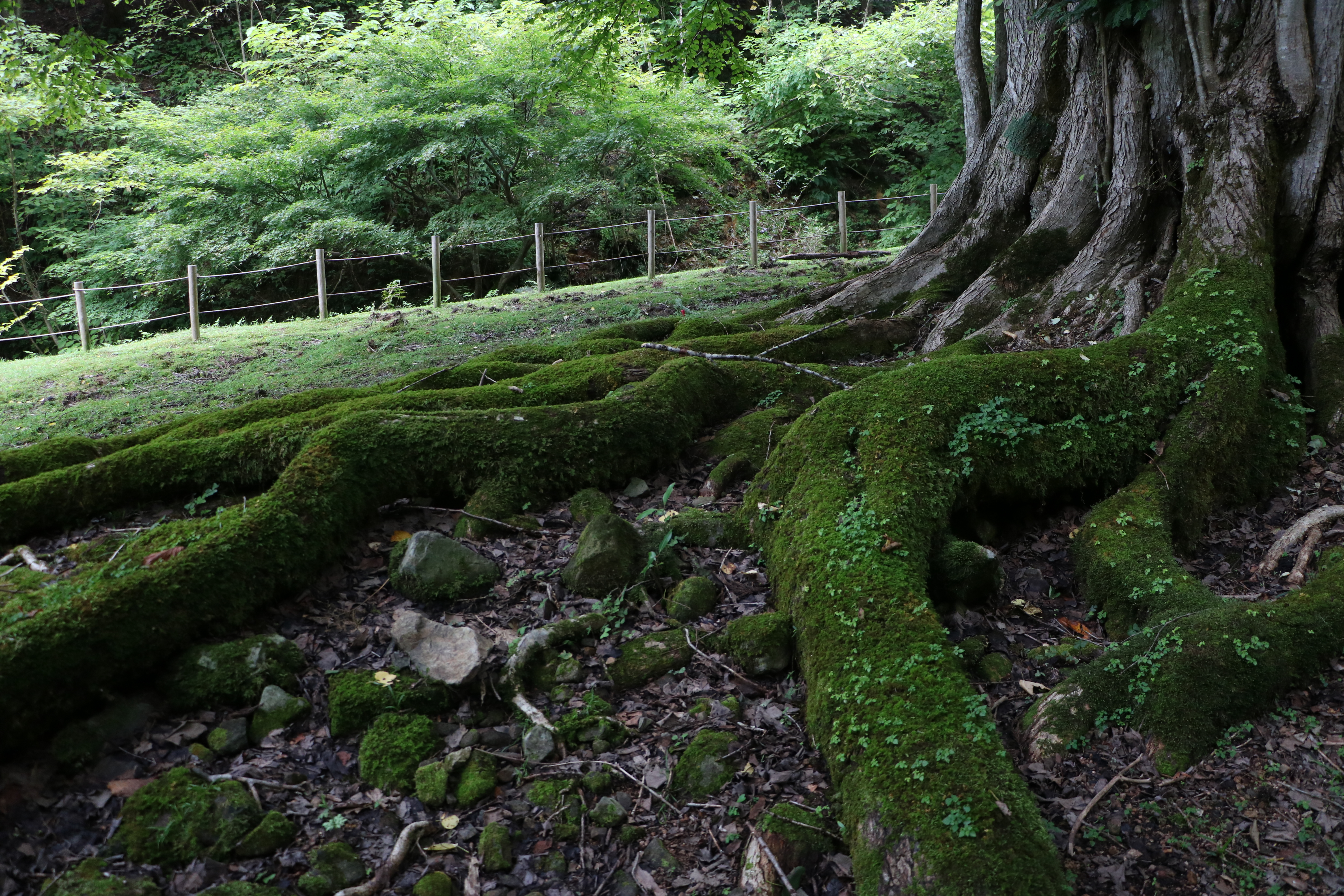
根本。
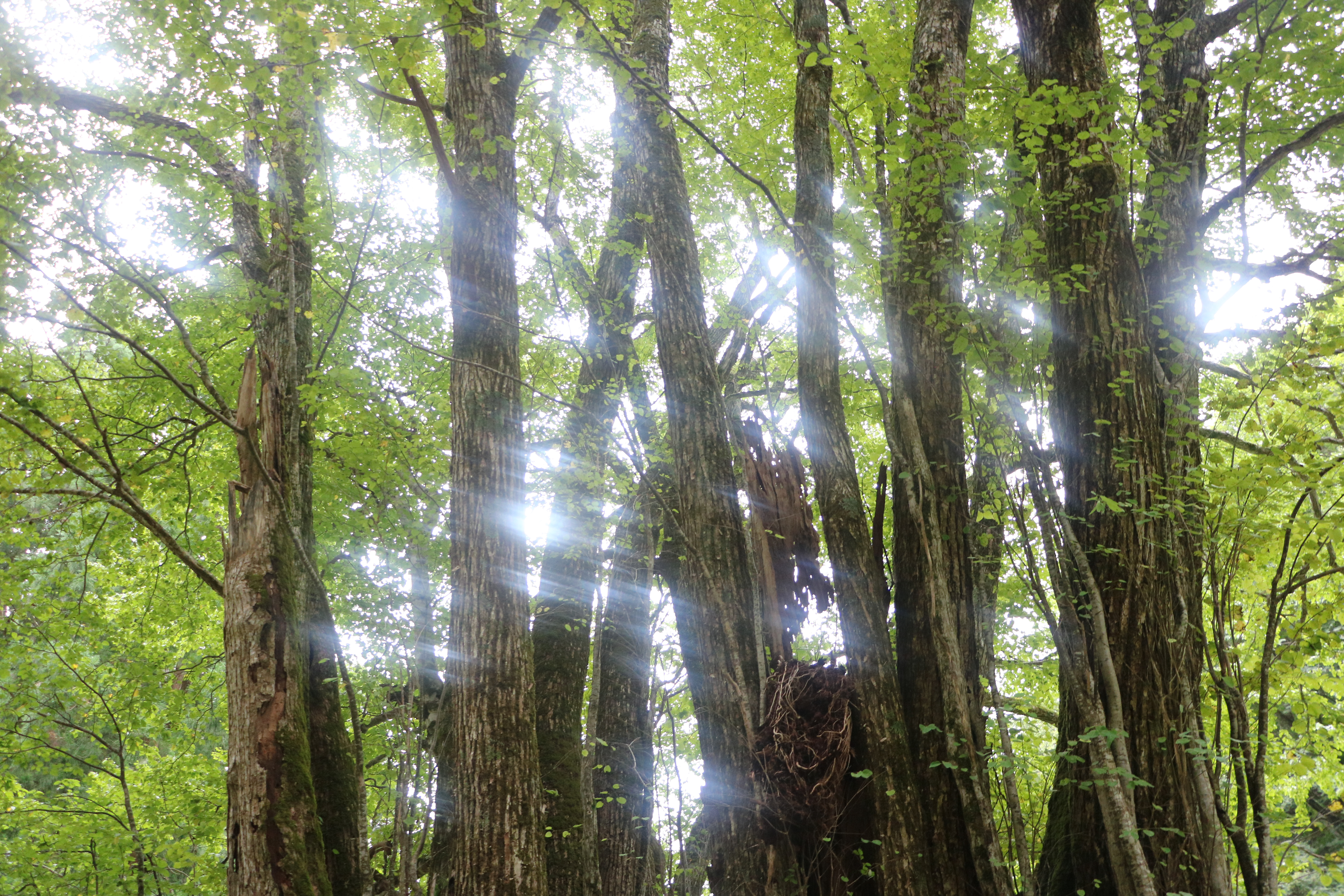
上部の梢。

### 樹勢回復への取組み
糸井の大カツラは天然記念物指定当初と比較して樹勢の衰えが見られたため、日本樹木医会兵庫県支部により樹勢回復の措置が2001年（平成13年）12月に行われた。糸井の大カツラは糸井川上流部の左岸に隣接して生育しているが、この川が大雨による氾濫でカツラの根を洗い出したため、大カツラ周辺の糸井川上流部はコンクリートによる三面張りや砂防堰堤等の護岸工事が行われた。その結果、大カツラの木は水源を絶たれてしまった。
カツラは樹木の中でも特に水分を好む木で、生育地は地下水が豊富な渓流沿いに多い。この工事の際、大カツラ周辺に粘土質の盛土が施され大カツラは根を伸ばすことが出来なくなり、更に大カツラの東側にあったと推察される水たまりがなくなってしまった。水たまりの消滅は大カツラ東側の斜面に植林されたスギなどの樹木が多いため植林樹によって地下水が吸い上げられたことが原因と考えられた。
樹木医会兵庫県支部は川の水を大カツラに引き込むべきと提案したが、川の外に川を作ることは出来ないと言う理由で不可能となった。そこで砂防堤の開口部からの取水による自動灌水装置が設置され散水させる方法が採られた。また、粘土質の盛土を慎重に掘り、大カツラの根の周辺の土壌改良が施された。

## 交通アクセス
所在地
- 兵庫県朝来市和田山町竹ノ内216-1[4]。

交通
- JR山陰本線和田山駅より竹の内行きバス、終点下車徒歩約90分[7]。

地図
- 糸井の大カツラ - 地理院地図
- 糸井の大カツラ - Google マップ